# Battaglia di Orthez
La battaglia di Orthez del 27 febbraio 1814 è stata un episodio dell'ultima fase della guerra d'indipendenza spagnola, durante il quale l'esercito anglo-portoghese guidato dal duca di Wellington sconfisse l'esercito francese guidato dal maresciallo Nicolas Soult nei pressi di Orthez, nell'attuale dipartimento francese dei Pirenei Atlantici.

## Contesto
Dopo aver cercato fermare Wellington nella battaglia del Nive, Soult cercò di arrestare l'avanzata dell'esercito anglo-portoghese nel sud-ovest della Francia. Sul lato settentrionale dell'area occupata dagli alleati, Soult aveva mantenuto una guarnigione nella fortezza di Bayonne e copriva con tre divisioni la linea tra il fiume Adour e Port-de-Lanne. Sul lato orientale Soult disponeva di quattro divisioni dietro il fiume Joyeuse e aveva schierato la cavalleria in modo tale da creare un cordone fino a sud, verso la fortezza di Saint-Jean-Pied-de-Port, sui Pirenei.
Dal dicembre 1813 al gennaio 1814 le forti piogge avevano impedito qualunque tipo di operazione militare e solo il 14 febbraio 1814 Wellington fu in grado di lanciare l'attacco. Sul lato destro il generale Rowland Hill riuscì ad aprire una breccia sulla linea del fiume Joyeuse attraversando il fiume Bidouze e sconfiggendo i francesi nella battaglia di Garris. Sul lato sinistro Wellington ordinò al generale William Beresford di avanzare.
Soult inviò Louis Abbé a difesa di Bayonne ripiegò con sei divisioni dietro il fiume Gave d'Oloron aiutato dal maltempo che causò una nuova interruzione nell'avanzata britannica.
Il 24 febbraio – mentre John Hope attraversato l'Adour per isolare la città di Bayonne, Wellington raggiunse le forze francesi nei pressi di Orthez, sul fiume Gave de Pau.

## La battaglia
Durante lo scontro che seguì (durante il quale Wellington venne disarcionato da un colpo di cannone ferendosi lievemente) le truppe francesi furono rapidamente sconfitte e fuggirono disordinatamente verso Sault-de-Navailles facendo saltare il ponte sul fiume Luy de Béarn, dopo averlo attraversato.
Nella battaglia Soult perse quasi 4 000 uomini e 6 cannoni, il doppio delle perdite nemiche, e fu costretto a continuare la sua ritirata fino a Tolosa.